# Polioencefalitis
La polioencefalitis es una infección viral del cerebro que causa inflamación en la materia gris del tronco encefálico. El virus tiene afinidad por los cuerpos de las células neuronales y se ha descubierto que afecta principalmente al mesencéfalo, la protuberancia, la médula y el cerebelo de la mayoría de los pacientes infectados. La infección puede llegar hasta el tálamo y el hipotálamo y posiblemente llegar a los hemisferios cerebrales . La causa de la infección es por el virus de la poliomielitis, que es un virus de ARN de sentido positivo monocatenario rodeado por una cápside sin envoltura. Los seres humanos son los únicos huéspedes naturales conocidos proclives a este tipo de virus. La enfermedad ha sido erradicada de los EE. UU. Desde mediados del siglo XX, pero todavía se encuentra en ciertas áreas del mundo como en África.

## Signos y síntomas
Los signos y síntomas pueden variar y algunas personas pueden no experimentar ningún síntoma en absoluto. El síntoma más común informado de polioencefalitis es la fatiga. Esto se asocia con dificultad en la atención, la cognición y el mantenimiento de la vigilia Algunas personas experimentan síntomas psiquiátricos que incluyen estado de ánimo ansioso, dolor, insomnio y estado de depresión anímica. También se ha informado de confusión y desorientación del tiempo y el espacio. Los síntomas motores varían más de un paciente a otro, pero pueden incluir falta de coordinación y temblores, nistagmo, pérdida de los movimientos conjugados de los ojos, rigidez y hemiparesia .

## Mecanismo
El virus de la poliomielitis es un enterovirus que ingresa por la boca y se multiplica en la garganta y las células epiteliales del tracto gastrointestinal. Luego pasará al torrente sanguíneo y se transportará al sistema nervioso central. Una vez en el SNC, el virus se adherirá a una célula huésped al unirse con un receptor de la superficie celular. El receptor de la superficie de la célula huésped es una glicoproteína que se ha identificado recientemente como CD155. Una vez que el virus se ha unido a la célula huésped, penetrará en la membrana de la célula huésped y comenzará la multiplicación de su genoma. Muchas células contienen el receptor de superficie CD155; sin embargo, la manifestación de esta enfermedad no ocurre en todas las células. Se desconoce el motivo de la incidencia de la enfermedad solo en determinadas áreas del cerebro, como el tronco del encéfalo. Una vez que el virus ha invadido áreas del cerebro, se producirá una inflamación, los tejidos del cerebro se inflaman debido a la respuesta del sistema inmunológico del cuerpo a la infección. El líquido, los glóbulos blancos, los restos celulares muertos y los virus inactivados que resultan de las acciones de la respuesta inmune pueden alterar significativamente el líquido que rodea a las neuronas sanas. La función de estas neuronas sanas puede disminuir debido a interrupciones en la membrana celular que afectan las propiedades eléctricas de la neurona o al interferir con el suministro de sangre y causar daño celular anóxico. Dependiendo de qué neuronas estén dañadas, se producirán una variedad de síntomas diferentes.

## Diagnóstico
Si se sospecha que alguien tiene polioencefalitis, se toman muestras para analizar las secreciones de la garganta, las heces o el líquido cefalorraquídeo para detectar el virus. Se pueden realizar análisis de sangre para detectar anticuerpos contra antígenos virales y proteínas extrañas. El aislamiento del virus es el método más sensible y es más probable que se aísle de las muestras de heces. Una vez aislada, la RT-PCR se usa para diferenciar cepas naturales de cepas similares a vacunas.

## Prevención
El virus se transmite con mayor frecuencia por contacto de persona a persona a través de la materia fecal o la saliva de la persona infectada. Se han desarrollado dos tipos de vacunas para prevenir la aparición y propagación del virus de la poliomielitis. La primera es una forma inactiva o muerta del virus y la segunda es una forma atenuada o debilitada del virus. El desarrollo de vacunas ha erradicado con éxito la enfermedad de los Estados Unidos. Hay continuos esfuerzos de vacunación en los EE. UU. Para mantener esta tasa de éxito, ya que esta enfermedad todavía se presenta en algunas áreas del mundo.

## Tratamiento
No existe cura para la polioencefalitis, por lo que la prevención es fundamental. Muchas personas que se infectan no desarrollarán síntomas y su pronóstico es excelente. Sin embargo, el pronóstico depende de la cantidad de daño celular causado por el virus y del área del cerebro afectada. Muchas personas que desarrollan síntomas más graves pueden tener discapacidades de por vida o incluso puede conducir a la muerte. Los tratamientos de apoyo incluyen reposo en cama, analgésicos y una dieta nutritiva. Se han utilizado muchos fármacos para tratar los síntomas psiquiátricos, como el clonazepam para el insomnio y la desvenlafaxina o el citalopram para el estado de ánimo deprimido.

## Investigación reciente
La investigación sobre el mecanismo de esta enfermedad se estancó con el desarrollo de las vacunas a mediados del siglo XX. Sin embargo, con la reciente identificación del receptor de superficie celular CD155 ha resurgido un nuevo interés en esta enfermedad. Los experimentos con ratones transgénicos están investigando los sitios iniciales de replicación viral en el huésped y cómo el virus recorre el torrente sanguíneo al sistema nervioso central. También ha sido de interés la investigación sobre el rango de anfitriones del virus. El rango de anfitriones de un virus está determinado por la interacción del virus con los receptores celulares del anfitrión, como CD155. La comparación de la secuencia de aminoácidos en el dominio de unión del receptor de la célula huésped es muy variable entre las especies de mamíferos. Los cambios rápidos en la secuencia del dominio de unión han restringido el rango de anfitriones del poliovirus. También se ha investigado la focalización en el cerebro y la médula espinal. El tropismo restringido puede deberse a diferencias específicas de órganos en el inicio de la traducción por el sitio de entrada del ribosoma interno del virus.